# 수송선
수송선(영어: Dropship)은 스타크래프트 종족인 테란의 유닛이다. 우주공항에서 생산이 가능하다.

## 특징
수송선은 스타크래프트와 스타크래프트 리마스터에선 Dropship를 그대로 한글로 음역한 드랍십이라 불리며 스타크래프트 2에선 한국어로 번역한 수송선이라 불린다. 수송선은 테란의 공중 유닛이자 수송 유닛으로 테란의 아군 지상 유닛들을 수송하는 역할을 수행한다. 수송선은 미네랄:100, 가스:100에 2의 인구수를 소모하며 이는 타 종족의 수송 유닛인 저그의 오버로드나 프로토스의 셔틀이 미네랄만 소모하는 것에 비해 가스까지 소모하여 수송 유닛 중에선 유일하게 가스를 소모하는 유닛이 된다. 대신 속도 업그레이드를 마친 프로토스의 셔틀 다음으로 빠른 이동 속도를 가지고 있으며 수송선은 체력:150, 기본 방어력:1을 가지고 있다. 생산에 필요한 건물은 스타포트의 애드온 건물인 컨트롤 타워이며 스타포트에 컨트롤 타워만 에드온을 하면 바로 생산이 가능하다. 수송선은 메카닉 테란의 유닛들인 시즈 탱크, 골리앗의 느린 기동성을 보완하며 바이오닉 테란의 경우는 상대방의 허를 찌르는 기습 작전을 사용할 때나 상대의 멀티를 파괴하는 용도로 사용된다. 수송선은 테테전, 테저전에선 많이 사용되며 테프전은 테테전이나 테저전과는 다르게 자주 쓰이지않는다. 스타크래프트 2에서는 의료선이란 대체 유닛이 있지만 캠페인이나 협동전에선 전작과 동일한 능력치로 등장한다. 자유의 날개 캠페인에선 기존 수송선에서 수송 용량이 더욱 많은 특수전 수송선이 나온다. 특수전 수송선은 테란의 아군 지상 유닛을 무려 12명이나 수송할 수 있는 수송 유닛이다.

## 같이 보기
- 스타크래프트
- 테란